# 아시아의 폭풍
아시아의 폭풍(Potomok Chingis-Khana, Storm Over Asia)은 러시아(구 소련)에서 제작된 프세볼로트 푸도프킨 감독의 1928년 드라마, 전쟁 영화이다. 발레리 인키지노프 등이 주연으로 출연하였다.

## 출연

### 주연
- 발레리 인키지노프
- 알렉산드르 크리스야노브
- 보리스 바르네트